# Гилерот
Ги́лерот (нем. Gieleroth) — община в Германии, в земле Рейнланд-Пфальц. 
Входит в состав района Альтенкирхен-Вестервальд. Подчиняется управлению Альтенкирхен.  Население составляет 688 человек (на 31 декабря 2010 года). Занимает площадь 5,92 км².